# エレキジャック
『エレキジャック』はCQ出版社がCQ ham radioの増刊として発売していたB5判の電子工作の雑誌である。誌名のエレキジャックは「電子工作仲間」という意味の造語で、ジャックにはプラグの差し込み口という意味もあるので「電子工作への入り口」という意味も込められていた。
発刊当初は年に4回、1、4、7、10月に発売していた。

## 概要
CQ出版から2007年1月に創刊。電子工作に関する情報を取り扱っている。全体的に製作記事の充実に主眼を置いた誌面構成である。
2019年11月、トランジスタ技術臨時増刊としてIoT技術に特化した『エレキジャックIoT』を創刊、年3冊ペースで発行。